# Henrich Focke
Henrich Focke (Brema, 8 ottobre 1890 – Brema, 25 febbraio 1979) è stato un ingegnere aeronautico e imprenditore tedesco.
Fu anche un pioniere nello studio degli elicotteri, Nel 1924 fondò la ditta Focke-Wulf-Flugzeugbau AG a Brema e nel 1937 fondò la ditta Focke, Achgelis und Co. GmbH nella zona di Hoykenkamp nel comune di Ganderkesee.

## Le origini e gli anni della gioventù
Henrich Focke era figlio di Johann Focke, il fondatore del Museo Focke di Brema. Dalla gioventù e fino in tarda età la sua personalità fu pervasa da una costante voglia di ricerca a causa del fascino che esercitava su di lui la fattibilità di tutto ciò che riguardava il volo. Nel 1908 cominciò a studiare meccanica al Politecnico di Hannover. La laurea arrivò però solo nel 1920 a causa degli eventi legati alla prima guerra mondiale. Dal 1908 al 1921, comunque, partecipò assieme a Georg Wulf alla costruzione di diversi aeroplani. Fra questi vale la pena di ricordare:
- 1909 il suo primo aliante
- 1910 il suo primo aeroplano, il Kolthoff-Focke A III, che però non aveva la potenza necessaria per volare
- 1912 il Kolthoff-Focke A IV, evoluzione del precedente, che gli permise il suo primo volo
- 1914 il Focke-Wulf A VI

Ebbe il suo primo impiego presso la Francke Company di Brema con la qualifica di progettista di turbine. Nel contempo proseguì nelle sue attività di sperimentazione di volo e con Wulf costruì il A VII che aveva come nucleo un'evoluzione del motore del A VI.

## Le attività di ingegneria fino a fine 1945

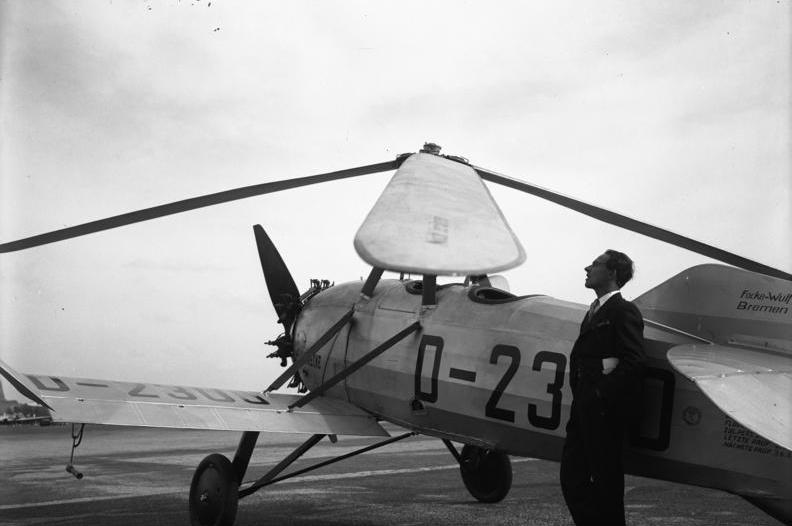
Un autogiro Focke-Wulf C 19 "Heuschrecke", versione costruita su licenza del Cierva C.19.

Nel 1924 fondò la Bremer Flugzeugwerke assieme a Georg Wulf e al dottor Werner Naumann. Nello stesso anno l'azienda divenne una società per azioni e venne volturata in Focke-Wulf-Flugzeugbau AG. Nell'azienda, fino al 1933, quindi nei primi nove anni di attività, furono progettati 29 tipi diversi di aerei e vennero costruiti 140 velivoli. Fra questi si ricorda l'F 19 Ente (Anatra), un aeroplano a configurazione canard brevettato nel 1908 assieme al fratello Wilhelm Focke. Ne furono costruiti due esemplari. Fu a bordo di uno dei due esemplari di F 19 che il suo socio, Wulf, trovò la morte nel 1927.
Nel 1930 gli venne offerta una cattedra all'università di Danzica che lui rifiutò.
Il suo lavoro sugli autogiri cominciò nel 1931, dopo la fusione della Focke-Wulf con la Albatros Flugzeugwerke. Inizialmente ebbe modo di accumulare esperienza con la costruzione e l'esercizio in volo con i Cierva C.19 e C.30 prodotti su licenza della Cierva Autogiro Company, azienda britannica fondata dallo spagnolo Juan de la Cierva, e la cui licenza di costruzione era stata acquisita dalla Albatros. Un autogiro, similmente agli aeroplani, ha bisogno di una certa velocità per sviluppare portanza, ma la differenza consiste nel fatto che negli autogiri la portanza non viene generata dalle ali, ma dal rotore che gira a causa del flusso aerodinamico (vento apparente).
Sempre nel 1931 venne nominato professore dal senato di Brema. In seguito a ciò tenne dei seminari sempre in città.
Nel 1933, a causa di pressioni esterne, si dimise dalla guida della Focke-Wulf AG. Rimase però con il compito di seguire la costruzione dei vari autogiri. Il primo risultato di rilievo si ebbe nel 1934, quando venne costruito il primo esemplare di Fw 61, primo elicottero ad alte prestazioni che, al contrario degli autogiri, poteva decollare ed atterrare in verticale. Il volo inaugurale di questa aerodina, basata sull'esperienza di Juan de la Cierva, avvenne il 26 giugno 1936. La nuova direzione della Focke-Wulf AG non comprese però le potenzialità di questo risultato e rese così difficile il lavoro a Focke, il quale decise di lasciare la ditta. Si sospetta che il comportamento della Focke-Wulf AG fosse dovuto alle connessioni col regime nazista, che decise di usare l'azienda per la produzione dei Me 109. L'azienda venne successivamente acquisita dalla AEG.
Il 7 aprile 1937, assieme al pilota Gerd Achgelis, fondò la Focke-Achgelis a Hoykenkamp presso Ganderkesee, anche su pressioni del Reichsluftfahrtministerium (RLM), il Ministero dell'Aria. La produzione cominciò nel 1938 a Delmenhorst. Prima dello scoppio della seconda guerra mondiale venne progettato e costruito il Fa 223 Drache (drago), un elicottero da trasporto per il quale era prevista anche una versione ad uso civile, il Fa 266. Nel 1944 la ditta venne fusa con la Weser-Flugzeugbau GmbH.

## Dopo il 1945
Negli anni fra il 1945 e il 1948, Focke fu prigioniero di guerra in Francia, come conseguenza della sconfitta tedesca alla fine della seconda guerra mondiale. Venne assegnato alla Société Nationale de Constructions Aéronautiques du Sud-Est, in breve SNCASE, come consulente d'ingegneria. Il suo lavoro principale fu il SNCASE SE-3100, una ricostruzione del Fa 233. Contemporaneamente costruì il SNCASE SE-3101, un elicottero ad un rotore, precursore dell'Alouette.
Nel 1948 aprì uno studio di progettazione ingegneristica a Brema. Dato che gli Alleati avevano vietato la costruzione di aerei in Germania, Focke si dedicò allo studio di navi, imbarcazioni e costruzioni. Nel 1949 realizzò la propria residenza a Horn-Lehe, un quartiere di Brema, come prefabbricato, secondo gli schemi costruttivi elaborati da Willy Messerschmitt.
Dal 1948 al 1958 fu consulente tecnico per l'Air Ministry britannico.
Nel 1950 fu costruttore presso la Norddeutschen Fahrzeugwerken  di Wilhelmshaven.
Nel 1951 progettò ad Amsterdam il convertiplano, dotato di quattro rotori e capace di decollo verticale. L'attività venne poi proseguita negli anni successivi in Brasile presso il Centro Técnico Aeroespacial (CTA) dove lavora fra il 1952 e il 1956 e sviluppa e costruisce anche il Beijaflor (Colibrì in italiano), un elicottero leggero a due posti. Il convertiplano viene sviluppato assieme al suo gruppo precedente e si basa sul lavoro che Focke fece in tempo di guerra sul Fa 269. Del gruppo faceva parte anche Bussmann, uno specialista delle trasmissioni che precedentemente aveva lavorato in BMW. Il Convertiplano CTA Heliconair HC-Ib fu costruito a partire dalla fusoliera di un Supermarine Spitfire Mk 15 che era stato inviato in Argentina come campione di vendita. Dato che la Gran Bretagna rifiutò di consegnare il motore Armstrong Siddeley Double Mamba che era stato inizialmente scelto, per il propulsore si optò per un motore da 2 200 hp montato nel mezzo come per il Lockheed Constellation, il che obbligò a riprogettare il sistema di trasmissione a causa dell'aumento di peso e delle vibrazioni. Al progetto vennero dedicate 40 persone e 8 milioni di dollari. Si riuscirono a fare 300 decolli. Il Colibrì invece decollò la prima volta 22 gennaio 1959 a São José dos Campos. Simile ad un Cessna CH 1, montava un motore Continental E225 da 225 hp in punta mentre il rotore si trovava posizionato fra i due sedili.
Nel 1956 ritorna definitivamente a Brema dopo l'esperienza brasiliana. Nel 1957 brevetta il Focke Rochen, un velivolo a cui lavorava dal 1944. Si tratta di un velivolo in cui non esiste una chiara distinzione fra l'ala e la fusoliera per cui entrambi servono a dare stabilità al velivolo e per cui non esiste un regolatore separato per il pitch. Fisicamente si tratta di un incrocio fra un VTOL e un aeroplano dalle ali circolari con un rotore centrale. Questo lavoro proseguirà presso la Borgward, nota per la sua produzione automobilistica, con lo sviluppo dell'elicottero Kolibri. Il volo di collaudo si fece nel 1958. A causa del fallimento dell'azienda nel 1961, lo sviluppo venne interrotto.

## Gli anni della pensione
Fra la fine degli anni cinquanta e l'inizio degli anni sessanta, un Focke ormai settantenne realizza a Brema una galleria del vento. La costruzione avviene con mezzi propri con l'obiettivo di continuare a migliorare le proprietà di volo degli elicotteri. Nella stessa galleria del vento studia anche altri fenomeni legati all'aerodinamica, quali i fenomeni di turbolenza che si instaurano durante il volo lento e l'effetto scia. La galleria del vento di Focke è stata restaurata nel 1997 ed è ora il cuore di un piccolo museo.
Fino al 1965 rimase consulente ingegneristico presso il Deutsches Zentrum für Luft- und Raumfahrt, l'agenzia spaziale tedesca, e presso la Vereinigte Flugtechnische Werke, l'azienda nata dalla fusione della sua Focke-Wulf con la Weser Flugzeugbau GmbH.
Henrich Focke morì a Brema il 25 febbraio 1979. La sua salma riposa al cimitero Riensberger, un cimitero monumentale di Brema.